# Leptopus pachyphyllus
Leptopus pachyphyllus är en emblikaväxtart som beskrevs av Xiu Xiang Chen. Leptopus pachyphyllus ingår i släktet andrakner, och familjen emblikaväxter. Inga underarter finns listade i Catalogue of Life.